# Ramariopsis hibernica
Ramariopsis hibernica är en svampart som beskrevs av Corner 1971. Ramariopsis hibernica ingår i släktet Ramariopsis och familjen fingersvampar.   Inga underarter finns listade i Catalogue of Life.